# Bairanatti, Gokak
Bairanatti là một làng thuộc tehsil Gokak, huyện Belgaum, bang Karnataka, Ấn Độ.